# Anne-Jeanne Boucon
Anne-Jeanne Boucon ou Anne-Jeanne Cassanéa de Mondonville (née en 1708 à Paris et y morte le 4 février 1780) est une musicienne française devenue célèbre pour sa virtuosité au clavecin. Aujourd'hui, elle est surtout connue comme l'épouse du compositeur Jean-Joseph Cassanéa de Mondonville.

## Biographie
Anne-Jeanne Boucon est née en 1708, deuxième des dix enfants d'Etienne Boucon et d'Anne Claude Nelson (ou Nolson) dans une famille d'amateurs d'art. Sa mère était une belle-sœur de Jean-Baptiste-Antoine Forqueray. Son père, était un agent de change, mécène et collectionneur d'art. À sa mort en 1735, il fit de sa fille Anne-Jeanne son héritière principale.
Encouragée par son père, Anne-Jeanne Boucon reçoit une solide formation musicale. Jean-Philippe Rameau lui enseigne le clavecin, où elle fait preuve d'un grand talent. Sa facilité à jouer directement à vue est particulièrement soulignée. Boucon appartenait au cercle d'artistes autour du mécène Antoine Crozat, chez qui des concerts étaient donnés deux fois par semaine à partir de 1724, et chez qui elle se produisait régulièrement. Plusieurs compositeurs ont dédié des œuvres intitulées La Boucon à cette talentueuse musicienne : Jean-Philippe Rameau dans ses Pièces de clavecin en concerts (1741), Jacques Duphly dans le premier livre de ses Pièces de clavecin en 1744 et Jean-Baptiste Barrière dans le sixième livre de ses Sonates et Pièces pour le Clavecin vers 1745.
Le 26 juillet 1747, Anne-Jeanne Boucon déjà âgée de 39 ans épouse - c'est plutôt tard pour l'époque - le compositeur Jean-Joseph Cassanéa de Mondonville. Contrairement à la coutume, et bien que Boucon soit considérablement plus riche que son mari, aucune séparation de biens n'a été convenue. Le mariage est très harmonieux, les Pièces de clavecin avec voix ou violon de Mondonville, publiées un an après le mariage, sont probablement un hommage à sa femme. Les contemporains ont fait l'éloge du couple en tant qu'amateurs d'art. Comme son père avant elle, celle qui est devenue Madame Cassanéa de Mondonville tenait un salon dans la maison de ses parents rue des Vieux-Augustins, lieu de rencontre d'artistes dans divers domaines. Entre 1746 et 1752, le peintre Maurice Quentin de La Tour réalise des pastels du couple Mondonville. Sur le pupitre du clavecin du portrait d'Anne-Jeanne se trouve un livre intitulé Pièces de clavecin de Mme de Mondonville, mais ce recueil de compositions n'a pas été conservé. Selon le lexicographe Ernst Ludwig Gerber, elle pratiquait aussi la composition et la peinture.
Le couple Mondonville a eu un fils (Maximilien-Joseph, 1749-1804) qui devint violoniste et hautboïste, mais n'a pas atteint le niveau de notoriété de ses parents. Après la mort de son mari en 1772, Louis XV attribua à sa veuve une pension de 600 livres. Anne-Jeanne, quant à elle, est décédée à Paris en 1780.